# علم الحركة التطبيقي
علم الحركة التطبيقي هو تقنية في الطب البديل يزعم أنه قادر على تشخيص المرض أو اختيار العلاج عن طريق اختبار العضلات من أجل القوة والضعف.
وفقًا لإرشاداتهم المتعلقة باختبارات تشخيص الحساسية، ذكرت الكلية الأمريكية للحساسية والربو والمناعة أنه «لا يوجد دليل على صحة التشخيص» لعلم الحركة التطبيقي. أظهرت دراسة أخرى أنه، كطريقة تقييمية، فإن علم الحركة التطبيقي «ليس أكثر فائدة من التخمين العشوائي»،  وقالت جمعية السرطان الأمريكية إن «الأدلة العلمية لا تدعم الادعاء بأن علم الحركة التطبيقي يمكنه تشخيص أو علاج السرطان أو أي مرض آخر».

## إدعائات
يتم تقديم علم الحركة التطبيقي كنظام يقوم بتقييم الجوانب الهيكلية والكيميائية والعقلية للصحة باستخدام طريقة يشار إليها باسم اختبار استجابة العضلات أو اختبار العضلات اليدوي إلى جانب طرق التشخيص التقليدية. الفرضية الأساسية لعلم الحركة التطبيقي، والتي لا توافق عليها النظرية الطبية السائدة، هي أن كل خلل وظيفي في الأعضاء يكون مصحوبًا بضعف في عضلة معينة مقابلة في ما يُطلق عليه «بالعلاقة الحشوية». تشمل طرائق العلاج التي يعتمد عليها ممارسو علم الحركة التطبيقي التلاعب بالمفاصل وتعبئته، وعلاجات العضل الليفي، القحفي وخطوط قنوات الجس، التغذية الإكلينيكية، والاستشارات الغذائية.

## البحث العلمي
في عام 2015، نشرت وزارة الصحة التابعة للحكومة الأسترالية نتائج مراجعة العلاجات البديلة التي سعت لتحديد ما إذا كان أي منها مناسبًا للتغطية بالتأمين الصحي؛ كان علم الحركة التطبيقي واحدًا من 17 علاجًا تم تقييمها ولم يتم العثور على دليل واضح على فعاليتها. وفقا لجمعية السرطان الأمريكية، «الأدلة العلمية المتاحة لا تدعم الادعاء بأن علم الحركة التطبيقي يمكن تشخيص أو علاج السرطان أو غيرها من الأمراض». 

## نقد
جميع اختبارات غلم الحركة التطبيقية تعتمد فقط على تقييم الممارسين لاستجابة العضلات. على وجه التحديد، أظهرت بعض الدراسات أن موثوقية اختبار وإعادة الاختبار، وموثوقية الاختبار، والدقة ليست أفضل من على أنها مصادفة عشوائية. وقد جادل بعض المتشككين بأنه لا يوجد فهم علمي للنظرية الأساسية المقترحة وأن فعالية هذه الطريقة غير مثبتة في بعض الحالات ومشكوك فيها في حالات أخرى. ورفض المتشككون علم الحركة التطبيقية واعتبروه «شعوذًة» و «تفكيرًا سحريًا» وتفسيرًا خاطئًا للتأثير الحركي. كما تم انتقادها على أسس نظرية وتجريبية، ووصفت بأنها علم زائف. بناء على الروايات التي تزعم تقديم أدلة إيجابية عن فعالية الممارسة، خلص بحث دراسي والتي راجعها نظراء إلى أن «الأدلة حتى الآن لا تدعم استخدام [AK] لتشخيص المرض العضوي أو حالات ما قبل الإكلينيكية». 

## روابط خارجية

### المواقع داعمة
- المجلة الدولية لعلم الحركة التطبيقي وعلم الحركة

### المواقع المتشككة
- علم الحركة التطبيقي: اختبار العضلات من أجل «الحساسية» و «نقص المغذيات»  لستيفن باريت، كويكواتش
- علم الحركة التطبيقي  ويليام ت. جارفيس، المجلس الوطني لمكافحة الاحتيال في مجال الصحة
- علم الحركة التطبيقي  مؤسسة جيمس راندي التعليمية، موسوعة للادعاءات والاحتيال وخداع الغيب والخارق
- الأذى في عمل الإيديوموتور  بواسطة راي هيمان، المجلة العلمية للطب البديل
- الحماقة التطبيقية  جون بلانتون، المتشككون في شمال تكساس
- تمت مراجعة مادة مقالة علم الحركة التطبيقية InteliHealth من قبل كلية الطب بجامعة هارفارد مع التحرير النهائي المعتمد من قبل المعيار الطبيعي.
- اختبار العضلات  جون انكربيرج وجون ويلدون، موسوعة معتقدات العصر الجديد
- Walker، James (1992)، "Testing Muscle Testing: Applied Kinesiology"، The Watchman Expositor، Watchman Fellowship ministry  [لغات أخرى]‏، ج. 9، مؤرشف من الأصل في 2018-12-15{{استشهاد}}:  صيانة الاستشهاد: علامات ترقيم زائدة (link)
- علم الحركة التطبيقي واختبار استجابة العضلات الغذائية: وجهة نظر مسيحية  جانيس ليون
- علم الحركة التطبيقي  بقلم نيكولاس بروير، 2006
- علم الحركة التطبيقي نسخة محفوظة 8 مارس 2021 على موقع واي باك مشين.  نسخة محفوظة 8 مارس 2021 على موقع واي باك مشين. بواسطة هاري إدواردز، دليل المشككين إلى العصر الجديد